# IC 1085
IC 1085 ist eine elliptische Galaxie vom Hubble-Typ E3 mit aktivem Galaxienkern im Sternbild Bärenhüter am Nordsternhimmel. Sie ist schätzungsweise 514 Millionen Lichtjahre von der Milchstraße entfernt und hat einen Durchmesser von etwa 135.000 Lichtjahren.

Im selben Himmelsareal befindet sich u. a. die Galaxie IC 1086.
Das Objekt wurde am 8. Juli 1891 von Stéphane Javelle entdeckt.